# Le sei mogli di Enrico VIII (film)
Le sei mogli di Enrico VIII (The Private Life of Henry VIII) è un film del 1933 diretto da Alexander Korda.
Charles Laughton, che in seguito interpreterà nuovamente il ruolo di Enrico VIII nel film La regina vergine (1953), per questa performance vinse l'Oscar al miglior attore nel 1934.
Nel 1933 è stato indicato tra i migliori film stranieri dell'anno dal National Board of Review of Motion Pictures.

## Trama
1536: Immediatamente dopo l'esecuzione della sua seconda moglie, Anna Bolena, Re Enrico VIII sposa Jane Seymour, che però muore diciotto mesi dopo dando alla luce l'erede al trono. 

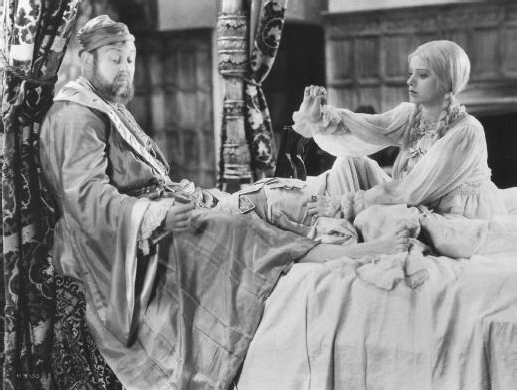
Charles Laughton ed Elsa Lanchester

Il monarca si risposa quindi con una principessa tedesca, Anna di Clèves (interpretata dalla vera moglie di Laughton Elsa Lanchester). Questo matrimonio non viene mai consumato e di comune accordo i due sposi divorziano.
Dopo il divorzio, Enrico VIII sposa la bellissima ed ambiziosa Lady Caterina Howard. La ragazza, che aveva rinunciato all'amore della sua vita in favore della corona, dopo il matrimonio, si innamora e tradisce il Re con Tommaso Culpeper. L'infedeltà viene scoperta dai cortigiani di Enrico e la coppia viene giustiziata.
1543: Il Re, ormai intristito ed invecchiato decide di consolarsi sposandosi un'ultima volta con la giudiziosa e materna Caterina Parr, che sopravviverà al marito.

## Produzione
Il film fu prodotto da Alexander Korda e Ludovico Toeplitz per la London Film Productions.

## Distribuzione
Distribuito dalla United Artists Corporation, il film uscì nelle sale cinematografiche britanniche il 17 agosto 1933. La United Artists lo distribuì negli Stati Uniti il 21 settembre 1933.
In Italia uscì tra novembre e dicembre del 1933 e ridistribuito nel 1946 con un nuovo doppiaggio.

## Accoglienza

### Critica
(Il Piccolo di Trieste, 2 dicembre 1933)

## Riconoscimenti
- 1934 - Premio Oscar
  - Miglior attore protagonista a Charles Laughton
  - Candidatura Miglior film alla London Films